# Still Not Black Enough
Still Not Black Enough är ett musikalbum av W.A.S.P., utgivet i juni 1995.

## Låtförteckning
1. "Still Not Black Enough" (Blackie Lawless) – 4:02
2. "Somebody to Love" (Darby Slick) – 2:50
3. "Black Forever" (Lawless) – 3:17
4. "Scared to Death" (Lawless) – 5:02
5. "Goodbye America" (Lawless) – 4:46
6. "Keep Holding On" (Lawless) – 4:04
7. "Rock and Roll to Death" (Lawless) – 3:44
8. "Breathe" (Lawless) – 3:44 (Lawless)
9. "I Can't" (Lawless) – 3:07 (Lawless)
10. "No way out of here" - 3:40 (Lawless)